# Sceptre (yacht)
Pour les articles homonymes, voir Sceptre (homonymie).
Le monocoque Sceptre a été le challenger britannique pour la Coupe de l'America (America's Cup) en 1958. Il a affronté le defender américain, le Columbia du New York Yacht Club dessiné par Olin Stephens et barré par Briggs Cunningham, sans succès.

## Construction
Le Sceptre a été conçu par David Boyd et construit spécialement pour le défi de l'America's Cup par Alexander Robertson and Sons (en) en 1958.
C'est un monocoque de classe 12 Metre qui portait le numéro de voile K-17.

## Carrière

Guidon du Royal Yacht Squadron.

Sceptre a été détenu par un consortium dirigé par Hugh Goodson, Richard Dickson, William H. Northam, William G. Walkley et Noel Foley.
Sceptre, skippé par Graham Mann, avec le guidon du Royal Yacht Squadron de Cowes (Île de Wight) a perdu les quatre manches face au defender américain Columbia  durant la Coupe de l'America 1958 (en).
En 1959, il est racheté par un régatier écossais qui le modifie un peu et réduit sa voilure à 166 m2 pour le rendre plus compétitif. À partir de 1972 il change plusieurs fois de propriétaire.
Depuis 1896, le voilier est la propriété  de la Sceptre Preservation Society et navigue dans les eaux britanniques. Il a subi une restauration de 2003 à 2007.
Son port d'attache est la Marina de Preston.